# Millennium Tower (Róterdam)
Millennium Tower es un rascacielos en Róterdam (Países Bajos). Tiene 35 pisos y mide 149 m. Fue diseñada por WZMH Architects y AGS Architecten. Se completó en 2000. La torre fue construida en estilo posmoderno frente a la estación central. Actualmente es de uso mixto, los primeros 15 pisos pertenecen al hotel Rotterdam Marriott, incluidos 2 restaurantes, el otro piso se utiliza como oficinas. Tiene 30 000 m² y es de uso mixto.

## Construcción
Su construcción comenzó en 1997 y terminó en 2000. La torre se diseñó originalmente para ser construida con losas alveolares, pero cerca del inicio de la construcción se cambió el diseño para incorporar el sistema BubbleDeck. Esta fue la primera vez que se utilizó este nuevo método en los Países Bajos, y también el primer gran proyecto en todo el mundo en incorporar esta técnica.
A pesar del cambio de diseño tardío, el proyecto se terminó antes de tiempo, debido a una reducción en los ciclos de montaje de 10 a 4 días por nivel, y una reducción en el levantamiento de la grúa en aproximadamente un 50 por ciento.
Cuando se terminó, Millennium Tower era el segundo edificio más alto de los Países Bajos.

## Galería

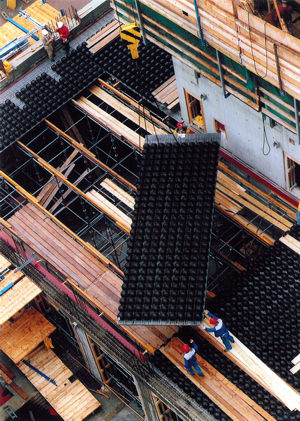
La torre en construcción
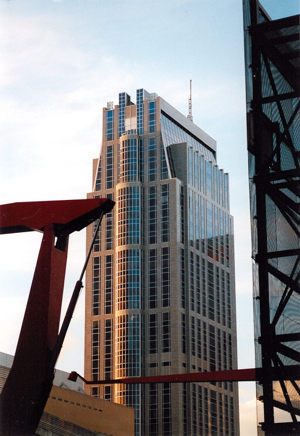
La torre en 2012